# 曲技飛行

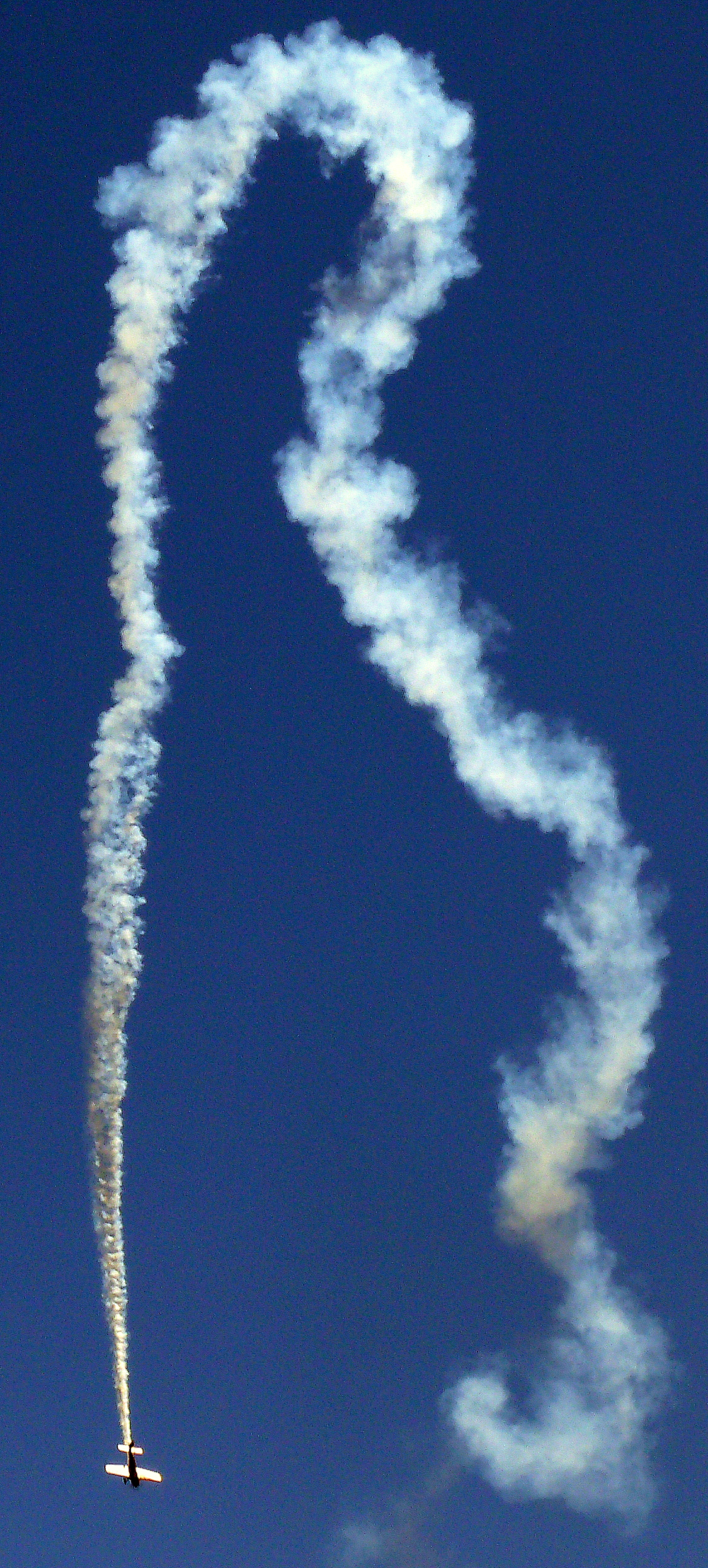
曲技飛行

曲技飛行（きょくぎひこう、英: aerobatics エアロバティックス）とは、航空機によって普段は行わない特別な飛び方をすることを広く指す用語である。曲芸飛行、アクロバット飛行などとも称される。
英語の「aerobatics」という表現は、「aero=空中の」という語と「acrobatics=アクロバット」という語からつくられた表現である。
観客を楽しませるための航空ショー型と、技能を競う競技型の2種類に分かれる。航空ショー型は編隊飛行、スモークで空中に模様を描く、模擬空中戦などを行う。競技型は国際航空連盟が管轄する選手権や民間主催の大会が行われており、タイムを競うエアレース型と技の難易度や完成度を競うエアロバティックス型にさらに分かれる。
曲技飛行を分解し、個々の曲技や動き方（マニューバ）に着目する時には、エアロバティック・マニューバと呼称される。

## 歴史

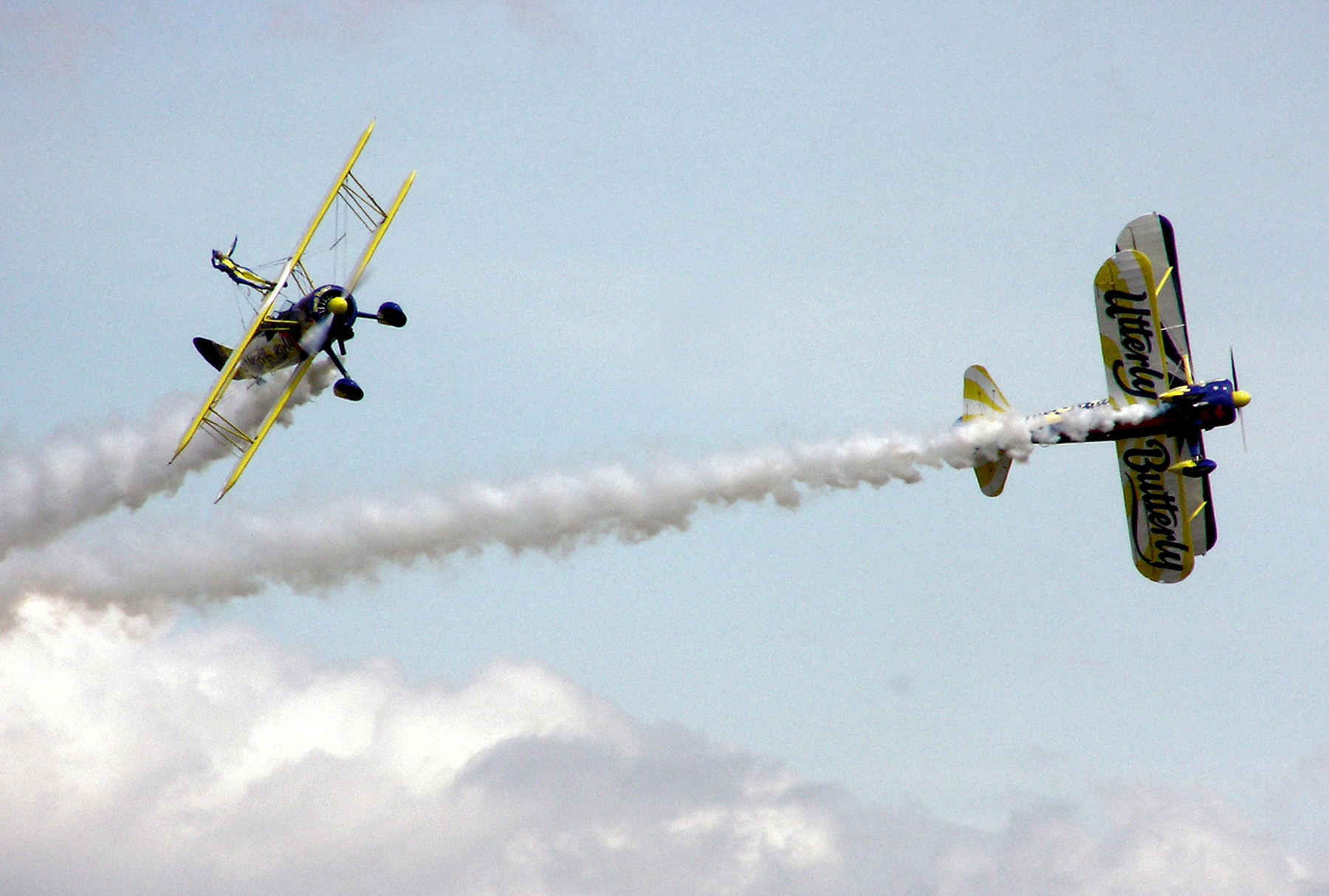
イギリスのUtterly Butterlyによるボーイング・ステアマン モデル75を使用した演目。ウィングウォークも同時に行われている。

第一次世界大戦終結後の複葉機の時代から存在しており、長い歴史を持つ。
第一次世界大戦で職業パイロットとして空中戦を経験しながら高い飛行技術を習得したものの、戦争終結後の平和と戦間期の軍縮志向から職にあぶれてしまった元軍人パイロットたちが、その技術を生かして航空機による曲芸を披露しつつ各地を巡業したことから、発展してきた。こういった経緯から、比較的早い段階から航空機に馴染んできたヨーロッパやアメリカなどの欧米圏では広く知られるものとなっており、軍民を問わず曲技飛行隊も多数存在している。
かつては飛行中に複葉機の翼の間を歩いたり隣の機体に飛び移る「ウィングウォーク」が行われていたが、現代では翼に体を固定し演技するスタイルが主流である。
日本の航空法では第91条で規定されている。

## 訓練
操縦士には必須の技能ではないため、試験では曲技の技術の訓練は行われない。
多くの軍隊では危険回避や姿勢が崩れた状態から立て直す技術を学ぶため、基本的な曲技を訓練している。曲技飛行隊でなくても、航空祭などでは飛行教官が練習機で技を披露することも多い。
アメリカでは操縦資格を取得済みの者に曲技飛行の訓練を施す専門の学校が多数存在しており、室屋義秀のように技術を学ぶために留学する者も多い。実家の航空学校内に曲技専門の学校を設立したマイケル・グーリアンなど、曲技飛行士の多くは曲技飛行の教官としても活動している。

## 曲技の種類
ハンマーヘッド (Hammer Head) / ストールターン (Stall Turn)
垂直に立てた金づちの頭（ハンマーヘッド）が横向きに回転し、真下を向く様子に似ていることから名付けられた。垂直上昇から空中に静止し、そのまま真横に失速反転する。
テールスライド (Tail Slide)
垂直上昇姿勢から空中に静止し、そのまま元の経路を上向き姿勢のままバックして後ろ向きにU字を描いた後、垂直降下する。
キューバンエイト (Cuban Eight)
8の字の軌道を描く曲技。垂直方向ではバーティカルキューバンエイトと呼ぶ。
ナイフエッジ (Knife Edge)
90度バンクした姿勢での水平直進飛行。水平飛行を維持するため、機首はやや上に向ける。
ハートループ (Heart Loop)
縦宙返りの頂点部分で背面状態から360度ロールし、再びループを継続することで軌跡がハート型を描く。
複数機の場合はもう1機がハートを貫くようにスモークを描く。本来は宙返り中にロールすることで周囲を確認するための空戦機動。垂直方向のハートループは、バーティカルキューピッド (Vertical Cupide) と呼ばれる。
Aresti Catalogでは各マニューバーがシンボルを使って記述されている。パイロットはこのようなシンボルを使って一連のマニューバーを事前に組み立てたり、他のパイロットに直感的に伝達することができる。

### ギャラリー

インサイドループ
アウトサイドループ
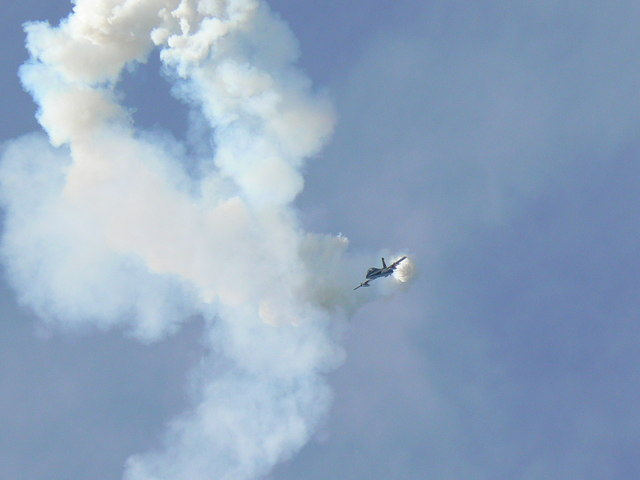
ハンマーヘッド終了後（フレッチェ・トリコローリ）
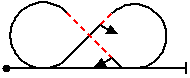
キューバンエイトのシンボル
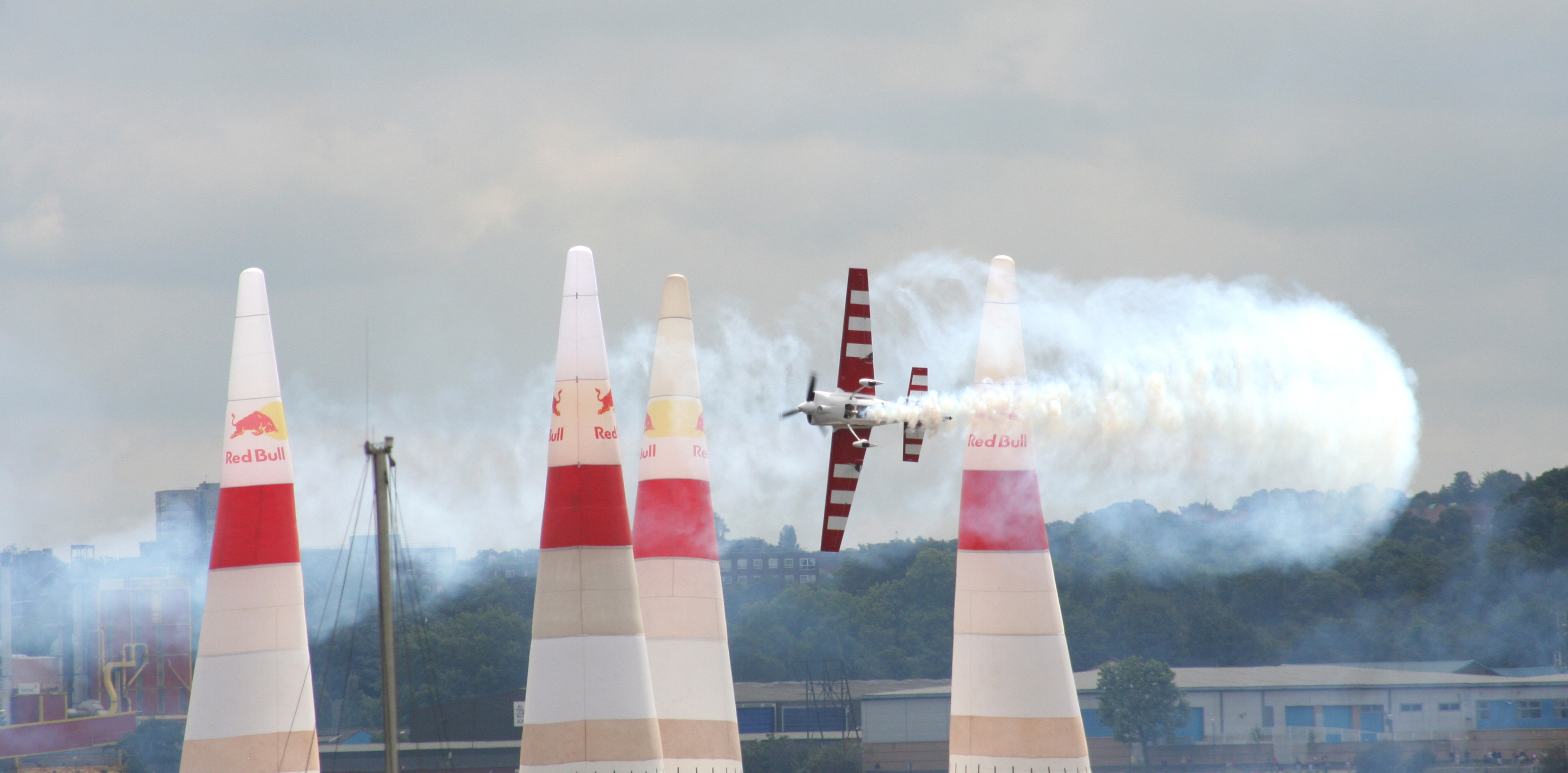
ナイフエッジ（レッドブル・エアレース・ワールドシリーズ）

## 曲技機
曲技飛行を行うための飛行機は曲技機 (Aerobatic aircraft) と呼ばれる。
機体は低翼式の主翼に逆T字の尾翼、固定式の降着装置という伝統的な設計が多いが、翼型は頻繁な背面飛行を行うために対称翼とし、近年では複合素材や炭素繊維を多用した機種も多い。操縦系は軽量化のためにケーブル式で、飛行に影響しない装備は消火器など法律で定められた物品以外はスモーク発生装置だけという機体も多い。このため、長距離飛行ではフライトコンピューターを使った航路修正が必須であるが、近年ではアビオニクスの進化により軽量なグラスコックピットが登場しているため、利便性の優先から採用している機種もある。
エンジンは推力重量比は1を超える強力なモデルを搭載することが多く、離陸直後に垂直上昇が可能なほか、プロペラ機では機首を上に向けたままカウンタートルクで機体をロールさせ、姿勢を保ったままヘリコプターのように滞空する技もある。
このような設計から、通常の飛行機では不可能な動作が可能となっている。エンジンが強力ゆえに燃費は悪いが機体が軽量であり、ある程度は相殺されている。
欠点として冷暖房や与圧が無く、狭い操縦席でケーブル式の操縦系を動かすことから疲労がたまりやすく、長時間の飛行には向かない。対策として補助翼の下部にスペードと呼ばれる三角形の小さな翼を取り付け、操作に必要な力を軽減させることもある。また、軽量に加えて意図的に安定性が崩れやすい設計から、風の影響を受けやすいうえにエンジンも強力であるため、通常の操縦でも一定以上の技量が必要となる。
軍隊では、予算の都合で戦闘機や練習機にスモーク発生装置を付けただけの機体も多い。
耐空類別では技の種類について規制があり、制限無く曲技を行うには「曲技 A」の証明が必要となる。
エアレースでも曲技機が使われるが、好成績を狙うためによりルールに合わせて調整した、エアレーサーと呼ばれる機体も存在する。変更点としては、空気抵抗を減らすために車輪のスパッツ形状の最適化やウィングレットの追加などが挙げられる。

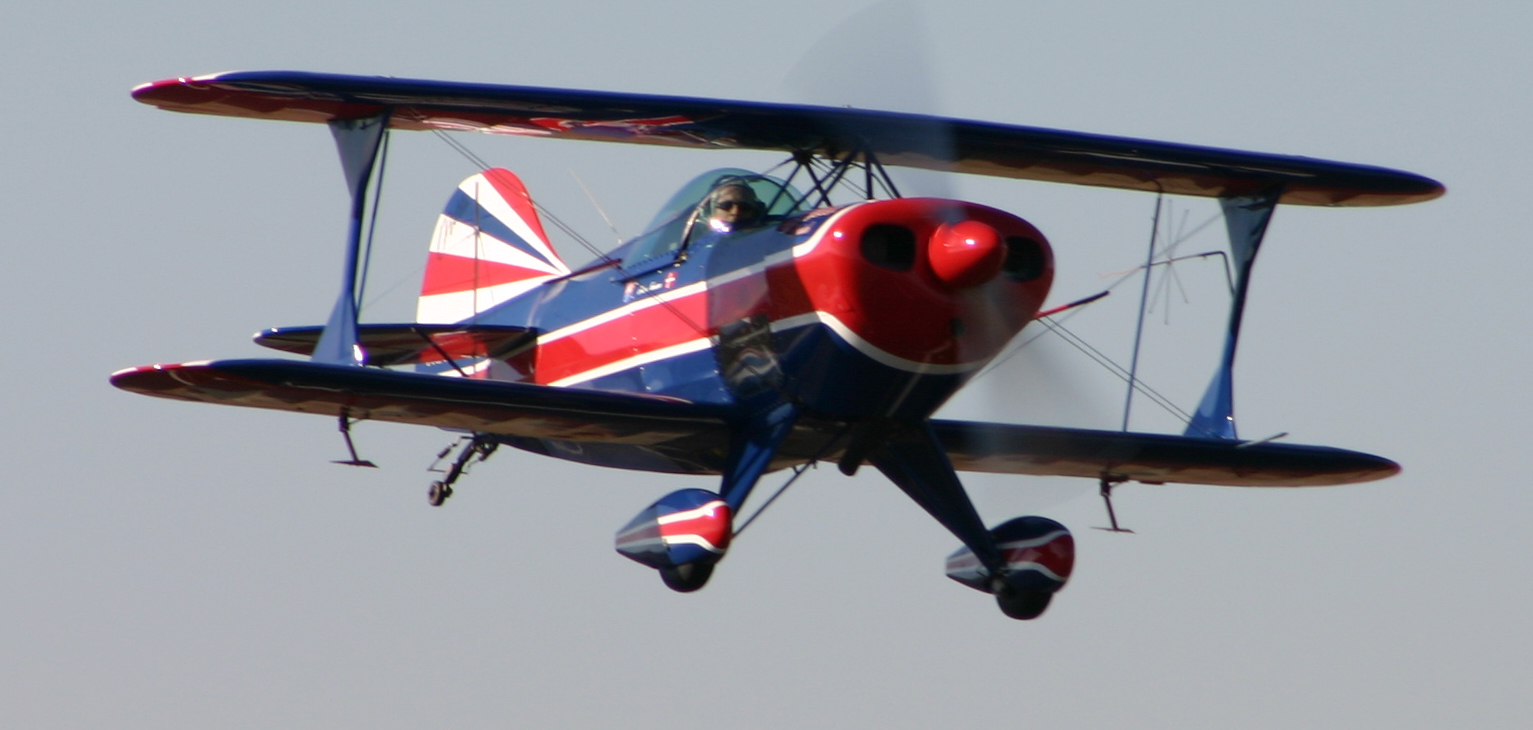
複葉の曲技機ピッツ・スペシャル
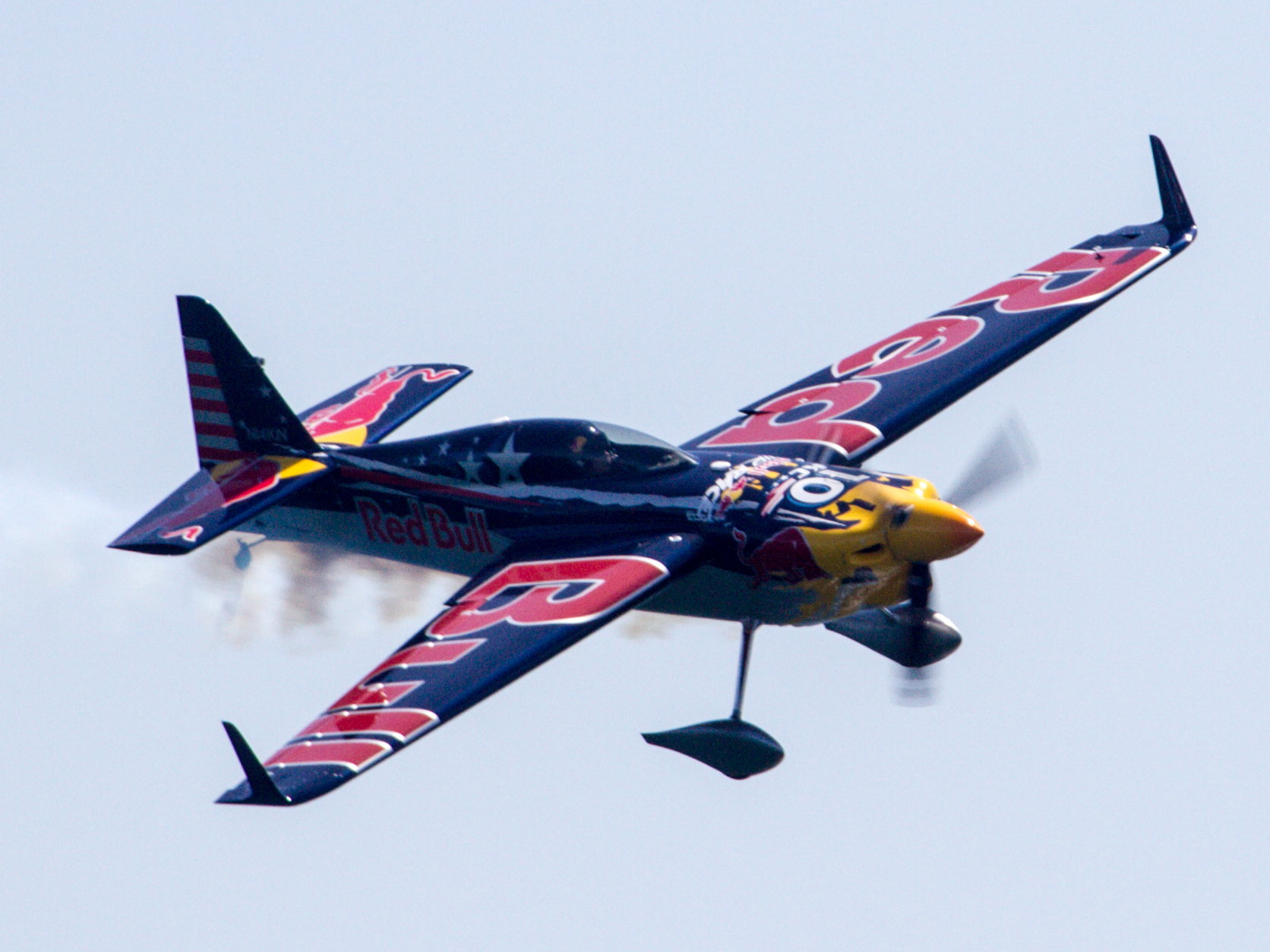
レッドブル・エアレース・ワールドシリーズ用に調整されたジブコ エッジ540
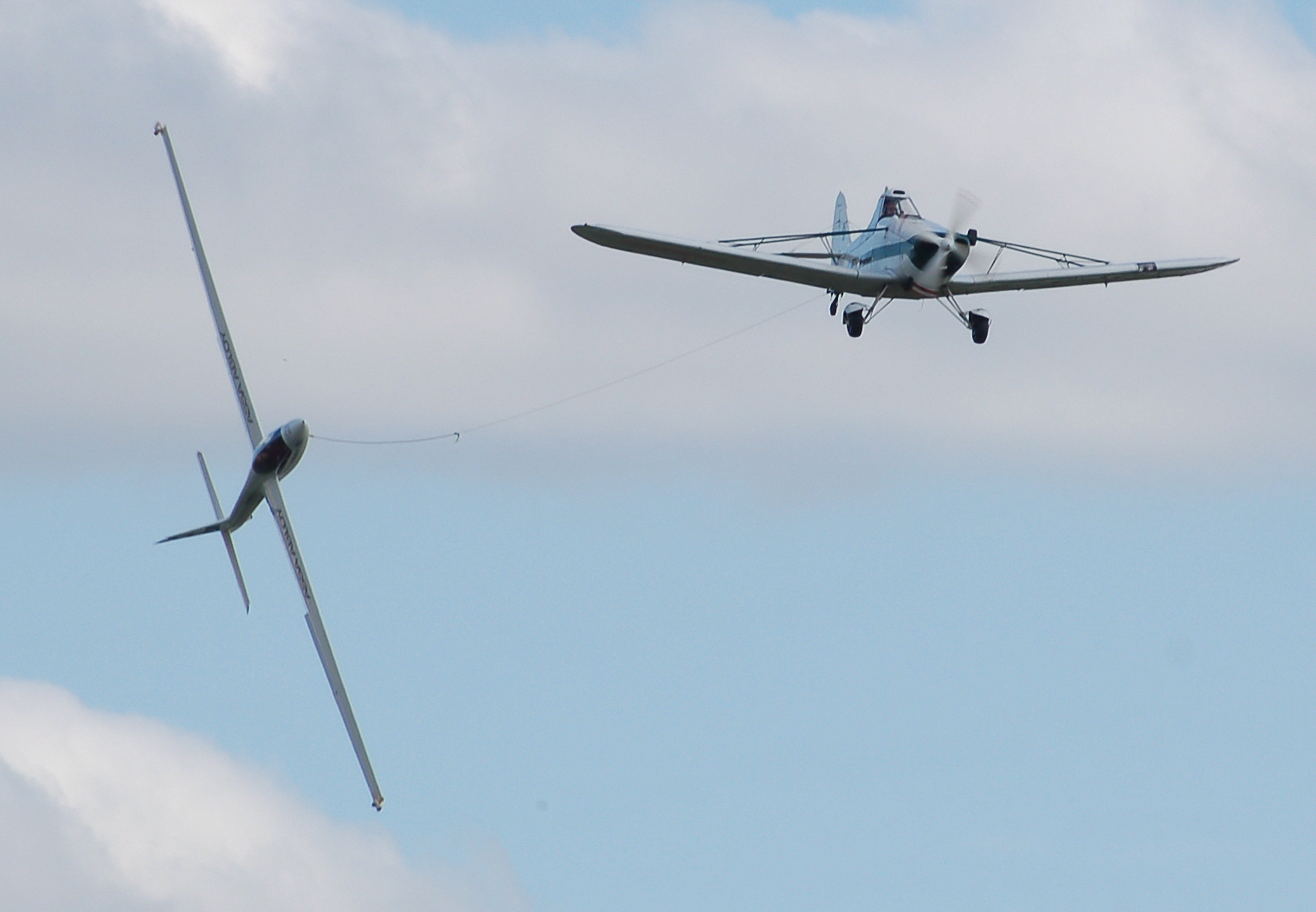
曲技飛行に対応した滑空機Swift S-1
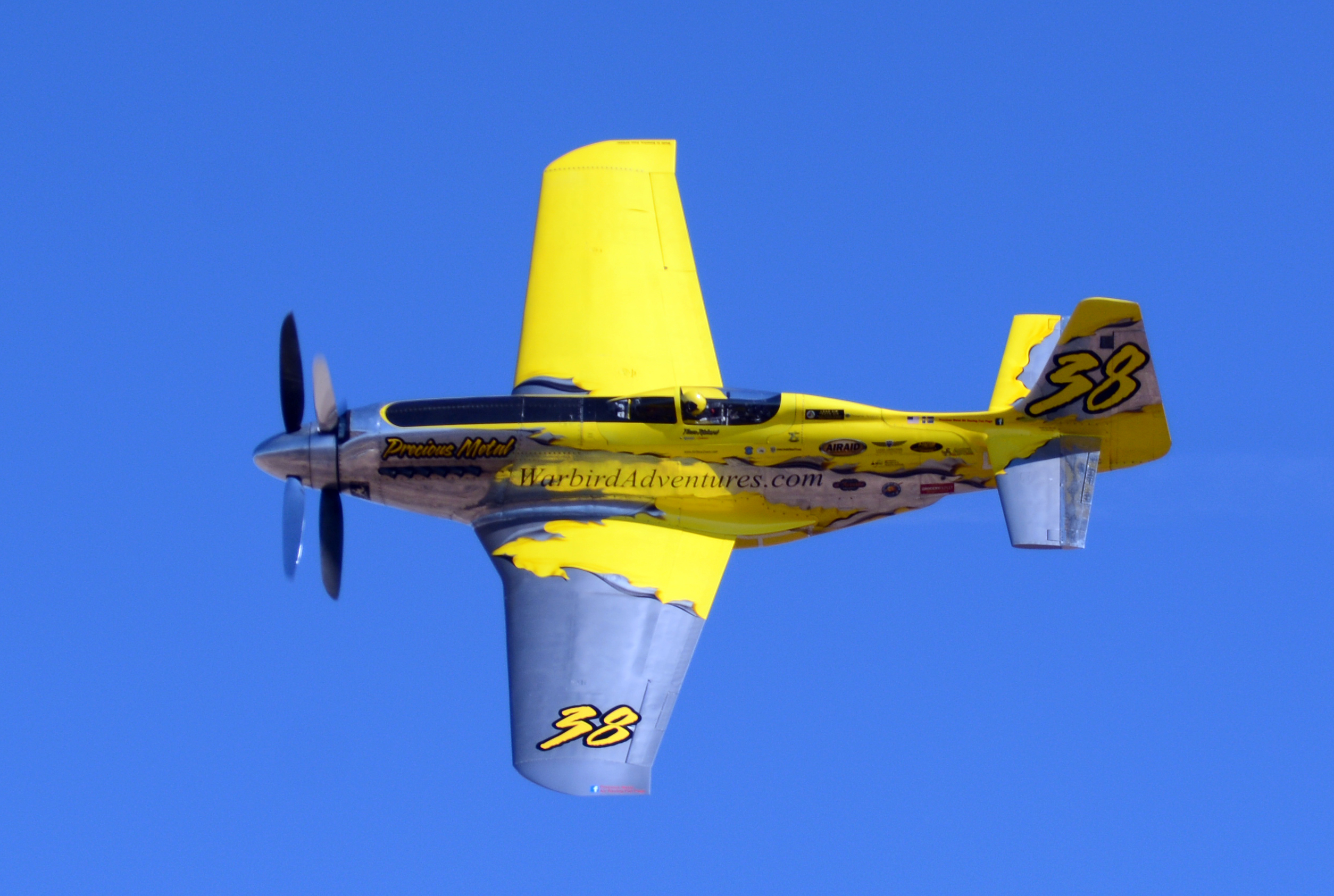
リノ・エアレース向けにP-51を改造したエアレース機Precious Metal
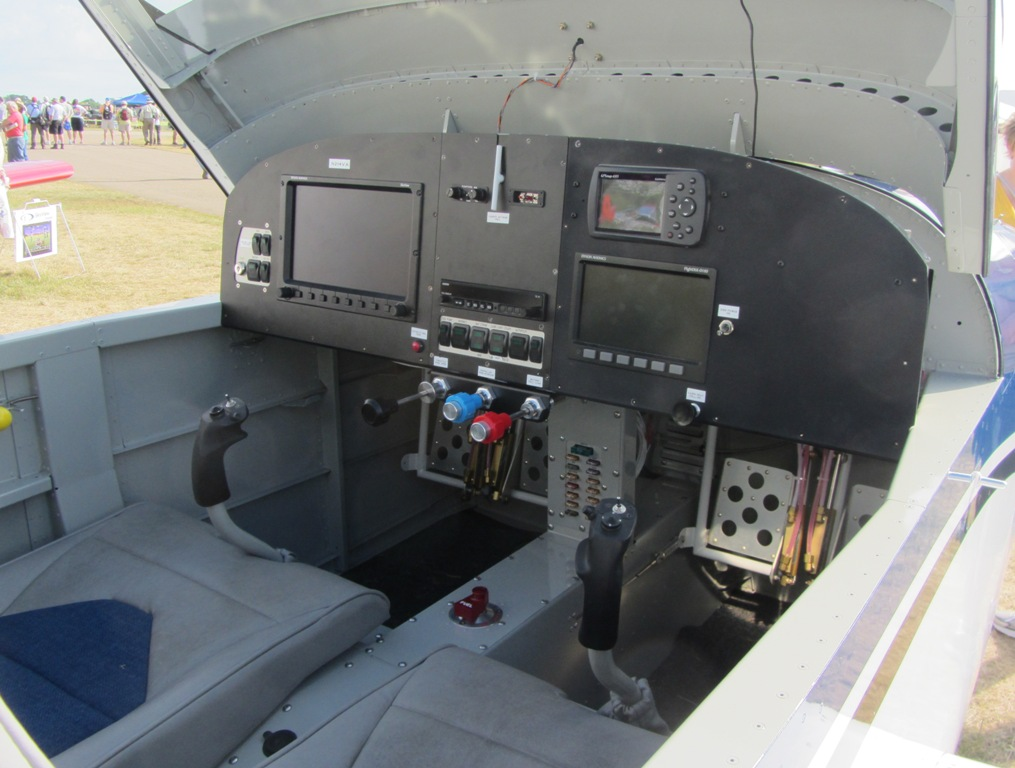
グラスコックピットを採用したヴァンズ・エアクラフトのRV-14

## グライダー

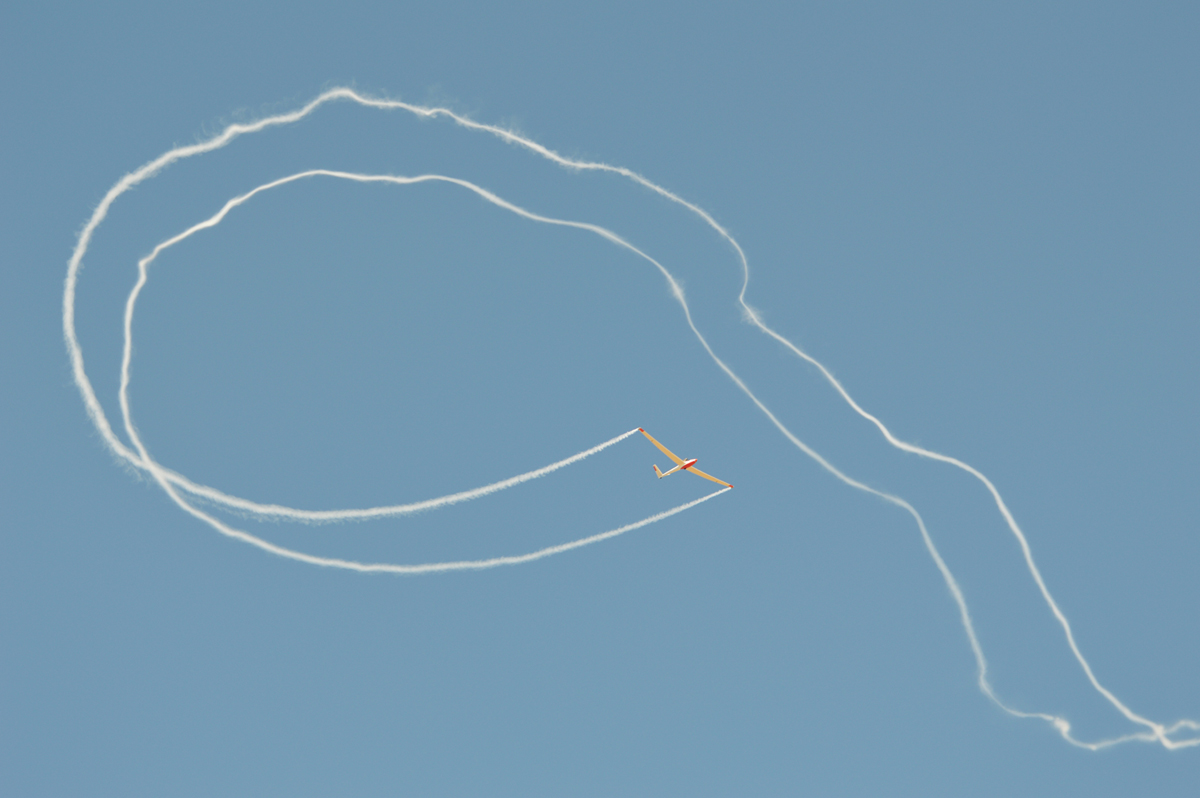
ジェットグライダーによる曲技飛行

グライダーによる曲技飛行も盛んに行われている。
高度が下がっても上昇気流を捕まえられるとは限らないため、長時間の演技を行うには一定以上の高度まで上昇する必要がある。このため、ウィンチや自動車による牽引では足りず、飛行機による牽引かモーターグライダーでの自力発航が多い。特にジェットエンジンを搭載したグライダーは、再上昇だけでなく飛行機に近い曲技も可能となる。

## 大会
曲技飛行の大会として下記がある。
- FAI曲技飛行世界選手権（英語版）（1960 - ）
- FAI曲技飛行ヨーロッパ選手権（英語版）（1977 - ）
- グライダー世界選手権（英語版）（1937 - ）
- グライダーヨーロッパ選手権（英語版）（1982 - ）

エアレースの大会は当該記事を参照。